# Аракава, Хирому
Хиро́му Арака́ва (яп. 荒川弘 Аракава Хирому, род. 8 мая 1973 года), настоящее имя Хироми Аракава (яп. 荒川弘美), — японская мангака. Наиболее известна как автор манги «Стальной алхимик», которая стала хитом как в Японии, так и на международном уровне. Она также известна благодаря адаптации-манги новеллы «Сказание об Арслане».

## Биография
Аракава Хирому родилась 8 мая 1973 года в Токати, Хоккайдо, Япония. Хирому выросла вместе с тремя старшими сестрами и младшим братом на ферме родителей. Будучи подростком, она помогала родителям, а в свободное время играла на полях с сестрами. По этой причине в её мангах так часто изображается сельская местность. В детстве Хирому была беззаботным ребёнком, который мечтал выяснить, что же находится за пределами ферм. Чтение и сбор всех жанров манги всегда входило в число её любимых хобби; влияние же любви к манге Kinnikuman привело к появлению мечты об идеальной мангаке. Что интересно, в детстве она любила читать журналы Shonen Jump  и Shonen Gangan, который позже опубликовал её мангу Gin no Saji.
Окончив сельскохозяйственную школу Хирому пообещала помогать родителям вести хозяйство на семейной ферме в течение 7 лет, если сможет регулярно посещать уроки масляной живописи в городе. Позже Хирому решила переехать в Токио, чтобы продолжить свой путь к мечте стать мангакой. Перед отъездом она поклялась родителям, что вернётся домой только когда сможет самостоятельно зарабатывать себе на жизнь благодаря рисованию манги. Первая её работа началась с Doujins, которую ей помогли выполнить друзья, следующая работа, Juushin Enbu, она создавала совместно с подругами Сиси (Shishi) и Чжан Фэй Лон (Zhang Fei Long). При этом, Чжан стала по задумке Хирому прототипом для одной из героинь манги.
Первой работой Хирому Аракавы, которую ей удалось продать, стала манга «4-панельный театр» (4koma), созданная для журнала Gamest, в которой она изобразила пародии на игры. Кстати, в то время мангака использовала псевдоним Эдмунд Аракава. Позднее она была принята на работу в качестве помощника Хироюки Это, автора известной манги Mahoujin Guru Guru. Собственная карьера мангаки началась с публикации в журнале Monthly Shonen Gangan манги Stray Dog. Эта работа получила приз на 9-й церемонии вручения премии 21st Century Shonen Gangan.
В 2000 году в том же журнале была опубликована глава её следующей манги — Shanghai Youma Kikai (яп. 上海妖魔鬼怪 Сянхай ё:ма кикай, Demons of Shanghai). В июле 2001 года в Monthly Shonen Gangan выходит первая глава «Стального алхимика». Эта манга и сделала её знаменитой: в 2004 году «Стальной алхимик» получил премию издательства Shogakukan как лучшая работа в категории «сёнэн». Выпуск манги закончился в 2010 году, по её сюжету снято два аниме-сериала и два полнометражных анимационных фильма.
В 2011 году в журнале Nikkei Entertainment был опубликован рейтинг наиболее коммерчески успешных мангак современности. Аракава заняла в рейтинге восьмое  место.

## Работы
- Stray Dog (1999)
- Shanghai Yōmakikai (яп. 上海妖魔鬼怪 Сянхай ё:макикай, «Призрачные демоны Шанхая») (2000)
- «Стальной алхимик» (яп. 鋼の錬金術師 Хаганэ но рэнкиндзюцуси) (2001—2010)
- Raiden 18 (2005–2021)[8]
- Sōten no Kōmori (яп. 蒼天の蝙蝠 Со:тэн но ко:мори) (2006)
- Hero Tales (яп. 獣神演武 Дзю:син эмбу) (2006—2010)[9]
- Noble Farmer[англ.] (яп. 百姓貴族 Хякусё: кидзоку) (2006—н. в.)
- Silver Spoon (яп. 銀の匙 Гин но садзи) (2011—2019)
- Arslan Senki (яп. アルスラーン戦記 Арусура:н Сэнки) (2013—н. в.)
- Daemons of the Shadow Realm (яп. 黄泉のツガイ Ёми но цугаи) (2021—н. в.)

## Награды
- 1999: 9-я премия 21st Century Shonen Gangan за Stray Dog[1]
- 2004: 49-я Премия манги Shogakukan в категории «сёнэн» за «Стального алхимика»[6]
- 2011: 15-я Культурная премия Осаму Тэдзуки в категории «лучшему новому художнику»[10]
- 2011: 42-я премия Seiun Award в категории «лучшая научно-фантастическая манга» за «Стального алхимика»[11]
- 2012: 5-я премия Манга тайсё за Gin no Saji[12]
- 2012: 58-я Премия манги Shogakukan в категории «сёнэн» за Silver Spoon[13]